# Layana
Layana – gmina w Hiszpanii, w prowincji Saragossa, w Aragonii, o powierzchni 3,69 km². W 2011 roku gmina liczyła 127 mieszkańców.